# アパッチ (アイドルグループ)
『アパッチ』は、かつて日本で活動した3人組のアイドルグループ。メンバーはアコ、ミッチー、ヤッチン。1976年にデビュー、1981年に解散した。グループとしての正式デビュー曲は「恋のブロックサイン」（映画『野球狂の詩』の主題歌）。

## 結成の経緯
1976年にスタジオ・ミュージシャンたちによるバンド、マイナー・チューニング・バンド（後に「アパッチとマイナー・チューニング・バンド」に改名）が当時のヒット曲13曲をディスコ風にアレンジしてメドレーにした「ソウルこれっきりですか」（編曲：ヒーロー高田）をシングル盤として発売。同曲がオリコン最高2位を記録するなど想定されていた以上にヒットしたため、テレビ番組用のダミーのグループ歌手が結成されることになり、日本テレビ音楽学院（現・日テレ学院タレントコース）の生徒の中からオーディションを行いアイドル・グループ「アパッチ」が結成された。このグループ名は「若さあふれるパンチ」という言葉をもじったものである。
なお、所属事務所の方針でデビュー後しばらくは私服も色違いで着ており、サングラスはかけないこと、すっぴんで仕事場に来たら罰金500円という事務所との約束事があったという。
1981年に解散したが、メンバーの一人のアコは解散理由を「5年間の契約切れ」と話している。
テレビの歌番組ではアパッチの3人によって歌われたが、レコードの「ソウルこれっきりですか」のボーカルはシンガーズ・スリー（伊集加代子ら）によるものである。

## メンバー
アコ
（阿部美和子）
誕生日：1958年10月11日（66歳）。宮城県牡鹿郡女川町出身。
1977年当時、趣味として載っていたのは編み物。
中学卒業後、静岡県富士市の紡績工場に就職。しかしホームシックなどもあって、1年ほどで退職。退職後一時女川に戻るが、後に母親と一緒に上京、大田区馬込の日本そば店で住み込みで働きながら、日本テレビ音楽学院に通う。
引退後、25歳で結婚。二人の息子に恵まれるが、41歳の時に夫が他界。2019年現在、孫が4人いる。
2013年頃から芸能活動を再開、再開後は芸名を「亜子」、後に「亜湖」（女優の亜湖とは別人）としている。所属は知り合いの芸能事務所、カロスエンターテイメントの預かりという形となっているが、本人曰く「実質的にはほとんど活動はしていない」とのこと。毎日焼肉店で勤務の他、1日おきで障害者のためのヘルパーを務める日々を送っているが、「シニアモデルをやりたい」意欲を持っているという。
2017年11月23日、三東ルシアとのユニットでCD『恋シンボウ』をリリース。
中学生時代は郷ひろみのファンだった。
『8時だョ!全員集合』（TBS）のリハーサルの場では、本人は志村けんと西城秀樹の肩をもむ担当だったと話している。
同じ女川町出身の中村雅俊とは同じ中学出身で部活も同じバスケットボール部だったという共通点もあって、月刊明星誌上で中村との対談企画が組まれたことがある。
ミッチー
（太田三知子）
誕生日：1958年3月3日（67歳）。東京都出身。
1977年当時、趣味として載っていたのはケーキ作り。
解散後、ラジオパーソナリティ、事務職を経て結婚、引退。引退後、二人の息子に恵まれ、小平市で農家（梨とネギの農園）の主婦となる。
ヤッチン
（矢沢裕代）
誕生日：1960年12月31日（64歳）。東京都出身。
1977年当時、趣味として載っていたのはアーチェリー。
「三越ファッションシスターズ」という三越の専属モデル、OLを経て主婦。父が遺した会社を手伝っている。娘が二人いる。
荻野目慶子と荻野目洋子の姉がアパッチのメンバーであるとの情報が一時流れていたが、荻野目慶子は姉は芸能界とは無縁だとしている。

## シングル
1. 恋のブロックサイン （1977年4月1日） （作詞：伊藤アキラ、作曲：森田公一、編曲：萩田光雄）
（c/w） ここで一発！ （作詞：伊藤アキラ、作曲：森田公一、編曲：萩田光雄） CBSソニー  06SH141
2. あまったれ （1977年7月21日） （作詞：伊藤アキラ、作曲：森田公一、編曲：船山基紀） 
（c/w） 罠 （作詞：伊藤アキラ、作曲：森田公一、編曲：船山基紀） CBSソニー 06SH188
3. 東京アパッチ （1977年11月21日） （作詞：田中のぶ、作曲：佐瀬寿一、編曲：船山基紀） 
（c/w） 恋はタイム・マシーン （作詞：田中のぶ、作曲：佐瀬寿一、編曲：船山基紀） CBSソニー 06SH240
4. カーニバル (1978年4月21日) （作詞：伊藤アキラ、作曲：実川俊、編曲：船山基紀）  
（c/w） ミッドナイト急行[13] （作詞：伊藤アキラ、作曲：村井邦彦、編曲：船山基紀） CBSソニー 06SH323
5. 怪盗アリババ （1978年12月5日） （作詞：ちあき哲也、作曲：実川俊、編曲：いしだかつのり） 
（c/w） 砂漠の魔王 （作詞：ちあき哲也、作曲：実川俊、編曲：萩田光雄） CBSソニー 06SH428
6. 宇宙人ワナワナ （1979年7月21日） （作詞：ちあき哲也、作曲・編曲：矢野誠） 
（c/w） SHINJUKU SHADOW DANCIN' （作詞：ちあき哲也、作曲：実川俊、編曲：萩田光雄） CBSソニー 06SH568
7. レモンのキッス （1980年4月21日） （作詞・作曲：Dick Manning、日本語詞：みナみカズみ、編曲：大瀧詠一） 
（c/w） 恋はタイム・マシーン （作詞：田中のぶ、作曲：佐瀬寿一、編曲：船山基紀） CBSソニー 06SH759

## 出演番組
- ヒット'76（日本テレビ）
初代司会の海原千里・万里時代、それまでのJJSに代わってアシスタントを担当（1976年10月頃）。以後1979年3月の最終回までザ・バーズと共にアシスタントを務めた。
2代目司会のレツゴー三匹時代や3代目司会の春やすこ・けいこ時代は、賞品の読み上げも担当した。
- シャボン玉こんにちは（TBS） - アシスタント担当
  - 2代目司会：湯原昌幸・松岡きっこ（1978年7月 - 12月）
  - 3代目司会：山城新伍・浅井栄子（1979年1月 - 6月）
  - 4代目司会：愛川欽也・太田裕美（1979年7月 - 1981年3月）
毎回アシスタントを担当していた訳ではないとの説もある。
- 家族そろって歌合戦（TBS）
後期のアシスタントを担当。オープニング、エンディングのテーマソングも担当。
- 8時だョ!全員集合（TBS） - 体操コーナーなど

## CM出演
- 旭化成「レオナ66」（1978年）
- ツクダオリジナル「ランランスキップ」（1978年）

## マイナー・チューニング・バンドのシングル
メドレー演奏曲の（）内は原曲を歌唱した歌手名。
1. ソウル これっきりですか 〜歌謡ヒット・イン・ディスコ'76〜 （1976年12月5日） （編曲：ヒーロー高田）
メドレー演奏曲：横須賀ストーリー（山口百恵）→きみ可愛いね（伊藤咲子）→春一番（キャンディーズ）→春うらら（田山雅充）→ねえ!気がついてよ（桜田淳子）→横須賀ストーリー→想い出ぼろぼろ（内藤やす子）→およげ!たいやきくん（子門真人）→ビューティフル・サンデー（ダニエル・ブーン、田中星児等）→木綿のハンカチーフ（太田裕美）→山口さんちのツトム君（川橋啓史、斎藤こず恵等）→あなただけを（あおい輝彦）→横須賀ストーリー→セクシー・バス・ストップ（Dr.ドラゴン&オリエンタル・エクスプレス、浅野ゆう子）→横須賀ストーリー→北の宿から（都はるみ）
（c/w） ピーナッツ （作曲：J・ダイヤモンド（筒美京平の変名）、編曲・演奏：マリリン・モンロー・ハズバンド） - Dr.ドラゴン&オリエンタル・エクスプレスのカバー。　CBSソニー 06SH95
2. ソウル それからどうした! 〜日本列島春一番〜  （1977年） （編曲：ヒーロー高田、コーラス：ピュアーズ、構成：奥山侊伸）
メドレー演奏曲：北海盆唄→※→斉太郎節→木曽節→ちゃっきり節→鹿児島小原節→花笠おどり→会津磐梯山→阿波踊→おこさ節→金毘羅船々→ペッパー警部（ピンク・レディー）→秋田音頭→※→阿里屋ユンタ→木曽節→ちゃっきり節→北海盆唄→会津磐梯山→おてもやん
※の部分にこの曲オリジナルのフレーズ（奥山侊伸の作詞、高田弘の作曲による）が入る形式となっている。
（c/w） SOMEDAY SOMEWHERE　（作詞：Robert Costandinos、作曲：Stylianos Vlavianos、編曲：ヒーロー高田） - デミス・ルソスのカバー。　CBSソニー 06SH136

## 「ソウルこれっきりですか」の関連曲
「ソウルこれっきりですか」のヒットにより、同種の企画盤がいくつか発売された。
- 「ソウルこれっきりですよ!!」[1]（グループ・サウンズ曲のメドレー。演奏：メイジャー・チューニング・バンド、編曲：土田治一。東宝レコード、YT-4021）
メドレー演奏曲：ブルーシャトウ（ジャッキー吉川とブルー・コメッツ）→好きさ好きさ好きさ（ザ・カーナビーツ）→エメラルドの伝説（ザ・テンプターズ）→バラ色の雲（ヴィレッジ・シンガーズ）→君に会いたい（ザ・ジャガーズ）→小さなスナック（パープル・シャドウズ）→エメラルドの伝説→ガール・フレンド（オックス）→ブルーシャトウ→モナリザの微笑（ザ・タイガース）→白いサンゴ礁（ズー・ニー・ヴー）→想い出の渚（ザ・ワイルドワンズ）→いつまでもいつまでも（ザ・サベージ）→ノーノーボーイ（ザ・スパイダース）→長い髪の少女（ザ・ゴールデン・カップス）→夕陽が泣いている（ザ・スパイダース）→ブルーシャトウ
（c/w） 「また・帰って来たヨッパライ」（唄：酔人、演奏：メイジャー・チューニング・バンド、編曲：土田治一） - 「帰って来たヨッパライ」のカバー。
  - なお、メイジャー・チューニング・バンドは後に「ソウルテケテケテケ!」（ザ・ベンチャーズ作品のメドレー）というシングルも発売。
- 「ディスコ・ベイビーちゃん」[1]（子供番組主題歌を中心としたメドレー。歌：若草ジャイアンツ、演奏：ディスコ・セインツ、編曲：淡海悟郎。ポリドールレコード、DR-6088）
メドレー演奏曲：月光仮面は誰でしょう（近藤よし子）→キャンディ・キャンディ（堀江美都子）→ああ宮城県（吉川団十郎）→笛吹童子（みすず児童合唱団）→タンタンタヌキ（俗謡）→ピンポンパン体操（杉並児童合唱団 & 金森勢）→チンチンポンポン（小谷浩代 & 前野良典）→横須賀ストーリー→鉄腕アトム（上高田少年合唱団）→少年探偵団（ひばり児童合唱団）→ペッパー警部→レッツ・ゴー・ライダーキック（藤岡弘、藤浩一）→赤胴鈴之助（河野ヨシユキ & 宮下匡司）→パタパタママ（のこいのこ）→月光仮面は誰でしょう→行け行け飛雄馬（アンサンブル・ボッカ）
（c/w） 「ディスコ・アニマルズ」（演奏：ディスコ・セインツ、作曲・編曲：淡海悟郎）
  - 歌手の若草ジャイアンツは平均年齢7.8歳の7人組[1]。

## 参考資料
- 別冊 週刊大衆シリーズ あの80年代アイドルは今! 101人大捜査 (別冊 週刊大衆シリーズ(vol.1) 双葉社 (2014/10/21))  - アコ
- 昭和40年男 Vol.34（2015年11月11日発売） p.140-143 俺たちのアイドル「アパッチ」